# Золотой статер из Пантикапея
Золотой статер из Пантикапея — редкий образец золотой монеты из древнегреческого города Пантикапей (современная Керчь, Крым).

## Исторические сведения
По признанию исследователей, штемпели для изготовления монет в Пантикапее создали выдающиеся мастера монетного дела. Их изготавливали в IV веке до н. э. Монеты изготавливали для оплаты скифского зерна, которое начали вывозить в материковую Грецию из Причерноморья. В ходе Пелопоннесской войны ряд греческих городов (включая Афины) страдали от недостатка зерна, которое до этого вывозили из Сицилии. Некоторое время зерно из Причерноморья стало главным экспортным товаром.
Золотые статеры из Пантикапея быстро приобрели популярность и распространение благодаря большой и относительно постоянной массе (9,09 — 9,12 г). Они становятся общегреческой и внешнеторговой валютой. Их иногда находили в монетных кладах (в городе Сайда, Ливан, на Принцевых островах, Турция, на Кавказе и тому подобное). Золотые статеры прекращают изготавливать в середине III века до н. э. и они исчезли из обращения. Образцы золотых монет Боспорского царства и греко-скифских городов Северного Причерноморья сохраняет Государственный Эрмитаж, среди них и подобные тому, что был в коллекции Проспера, что не отрицает ни его редкости, ни высокой художественной стоимости.

## Описание монеты
Золотая монета весом в 9,12 грамма. На аверсе — изображение головы сатира. Передано только лицо сатира с короткой шеей, морщинами на лбу, толстыми губами и растрепанными волосами, из которого торчат козьи уши. Сатир был спутником греческих муз, а на Боспоре — ещё и присоединен к главным божествам плодоносной природы.
На реверсе — изображение крылатого грифона, что держит в клюве копьё. Он топчет большой колос, олицетворявший в тот исторический период главное богатство края — хлеб. Крылатый грифон повернут головой влево, его правая нога поднята. Грифоны были магическими охранниками богатства, отсюда их устрашающий вид и несколько агрессивная поза. Грифон — также геральдический символ Пантикапея.

## Коллекция Проспера
Золотой статер из Пантикапея в 1991 году в швейцарском банке Bank Leu приобрёл известный коллекционер Проспер. Коллекцию в количестве 642 монеты он представил на аукционе Baldwin’s в городе Нью-Йорк, который прошёл в январе 2012 года. Золотой статер из Пантикапея, также выставленный на аукционе, при стартовой цене в 650 000 долларов был продан за 3 250 000 долларов.

## Примечание
1. ↑  Монеты Боспора: СТАТЕР (ЗОЛОТО). Каталог архив Монеты Боспора (2010 — 2019). Дата обращения: 25 апреля 2019. Архивировано 25 апреля 2019 года.